# Дискография Линды Ронстадт
Дискография Линды Ронстадт, американской рок, поп и кантри-исполнительницы, представлена 29 студийными альбомами, множеством сборников и 63 синглами. После записи трёх альбомов с фолк-рок группой, Stone Poneys, Ронстадт дебютировала с 1969 года на лейбле Capitol Records в качестве сольного исполнителя со своим альбомом Hand Sown ... Home Grown.
В период 1970—1973 годов Ронстадт выпустила три альбома: два на Capitol Records: Silk Purse (1970) и Linda Ronstadt (1971) и один на лейбле Asylum Records — Don't Cry Now (1973). Разработав звучание кантри-рока, похожего на группу Eagles, Ронстадт в 1974-х годах записала Heart Like a Wheel, продавшийся тиражом более 2 млн копий. Он принес певице такие хиты, занявшие первые места, как «When Will I Be Loved» и «You're No Good». Следующим её альбомом 1975-х годов был Prisoner in Disguise, имевший аналогичное звучание, с бесшабашной кавер-версией композиции «Heat Wave», вошедшей в пятёрку лучших, а также получивший «Грэмми» альбом Hasten Down the Wind, с трёхмиллионными продажами которого Ронстадт среди женщин установила своеобразный рекорд.
Её работа 1977 года, Simple Dreams имела преимущественно рок-звучание. Пластинка стала трижды платиновой в США и попала одновременно в две пятёрки лучших хитов с сертифицированными как платиновые синглами «Blue Bayou» и «It's So Easy». Альбом был выбит диском Rumours группы Fleetwood Mac с первого места чартов, где он продержался 29 недель. Череду хитов продолжили композиции «Poor Poor Pitiful Me» и «Tumbling Dice», а также попавший в чарт Top 10 Country сингл «I Never Will Marry».
На следующий год последовал аналогичный «набор» из альбома Living in the USA с кавер-версией «Back in the U.S.A.» Чака Берри и попавшим в чарт Top 100 душевным ремейком песни «Ooo Baby Baby». В дополнение к обычным изданиям на Asylum Records, этот альбом был выпущен специальными ограниченными тиражом на красном виниле и раскрашенном диске. Третьим хитовым синглом с этого альбома стала песня «Just One Look».
Первым диском 1980-х годов Линды Ронстадт стал альбом Mad Love в стиле панк-рок. Он дебютировал на высокой позиции № 5 в чартах альбомов Billboard и быстро стал её седьмым альбомом с миллионными продажами. С него вышли такие синглы, попавшие в Top 10, как «How Do I Make You» и «Hurt So Bad». Он также принёс певице номинацию на премию «Грэмми» в категории «Лучшее женское вокальное рок-исполнение».
В 1983 году Ронстадт сменила музыкальное направление и обратилась к традиционной поп-музыке, записывая джазовые стандарты. Альбом What’s New был сертифицирован в США как трижды платиновый. Его успех сменили Lush Life 1984 года и For Sentimental Reasons 1986 года, оба ставшие платиновыми дисками. Чтобы отметить своё мексикано-американское наследие, Ронстадт записала в 1987 году испанский альбом Canciones de Mi Padre. С мировыми продажами, приближающимися к 10 миллионам дисков, он стал самым продаваемым не англоязычным альбом в истории звукозаписи. В том же году она объединилась с Эммилу Харрис и Долли Партон для совместного альбома Trio, с которого вышло 4 хита кантри-музыки, включая ставший хитом № 1 «To Know Him Is to Love Him». Её релиз 1989 года под названием Cry Like a Rainstorm, Howl Like the Wind был первым за семь лет поп-рок альбомом Ронстадт. В него вошли две композиции, записанные дуэтом Аароном Невиллом, награждённые «Грэмми» и попавшие в чарт Billboard Hot 100: крайне успешный трек «Don't Know Much» (позиция № 2), получивший золотую сертификацию, и хитовая композиция «All My Life» (позиция № 11). Обе песни долгое время занимали первое место в чарте Billboard Adult contemporary.
После выпуска двух испанских альбомов в начале 1980-х, Ронстадт в 1993 году записала Winter Light в стиле нью-эйдж, после которого вернулась к кантри-року с диском Feels Like Home 1995 года. В 1996 она записала свою ре-интерпретацию музыки стиля рок-н-ролл с завоевавшей «Грэмми» песней Dedicated to the One I Love. Вышедший в 1996 году альбом We Ran содержал более рок-ориентированные материалы. В 1999 году Ронстадт снова объединилась с Харрис и Партон для записи альбома Trio II, который принёс певице её одиннадцатую «Грэмми» и девятнадцатый «золотой альбом». В том же году они с Харрис записали вдохновлённый Юго-западом США диск Western Wall: The Tucson Sessions.
Работа Hummin' to Myself 2004 года (четвёртый альбомом Ронстадт с традиционной джазовой музыкой) и Adieu False Heart 2006 года, содержавший смесь традиционной музыки каджунов и рока, стали её последними звукозаписями. По данным Американской ассоциации звукозаписывающих компаний в США было продано свыше 30 миллионов записей Линды Ронстадт.

## Студийные альбомы

### 1960-е и 1970-е
| Название                                   | Подробности                                           | Наивысшие места в чартах | Наивысшие места в чартах | Наивысшие места в чартах | Наивысшие места в чартах | Наивысшие места в чартах | Наивысшие места в чартах | Наивысшие места в чартах | Наивысшие места в чартах | Сертификации (уровни продаж)         |
| Название                                   | Подробности                                           | US                       | US Country               | AUS Note: This reference gives Australian albums and singles information. It is used for chart peak positions as the early albums were released before ARIA regulated the Australian charts itself (1989)</ref> | CAN                      | JPN                      | NLD                      | NZ                       | UK                       | Сертификации (уровни продаж)         |
| ------------------------------------------ | ----------------------------------------------------- | ------------------------ | ------------------------ | --- | ------------------------ | ------------------------ | ------------------------ | ------------------------ | ------------------------ | ------------------------------------ |
| Hand Sown ... Home Grown                   | - Дата выхода: март 1969 - Лейбл: Capitol Records     | —                        | —                        | — | —                        | —                        | —                        | —                        | —                        |                                      |
| Silk Purse                                 | - Дата выхода: март 1970 - Лейбл: Capitol Records     | 103                      | —                        | 34 | 59                       | —                        | —                        | —                        | —                        |                                      |
| Linda Ronstadt[A]                          | - Дата выхода: 1972 - Лейбл: Capitol Records          | 163                      | 35                       | — | —                        | 87                       | —                        | —                        | —                        |                                      |
| Don't Cry Now[B]                           | - Дата выхода: September 1973 - Лейбл: Asylum Records | 45                       | 5                        | 46 | 57                       | 161                      | —                        | —                        | —                        | - US: Gold                           |
| Heart Like a Wheel                         | - Дата выхода: ноябрь 1974 - Лейбл: Capitol Records   | 1                        | 1                        | 35 | 7                        | —                        | —                        | —                        | —                        | - US: 2× Platinum                    |
| Prisoner in Disguise[B]                    | - Дата выхода: September 1975 - Лейбл: Asylum Records | 4                        | 2                        | 76 | 13                       | 151                      | —                        | —                        | —                        | - US: Platinum                       |
| Hasten Down the Wind                       | - Дата выхода: август 1976 - Лейбл: Asylum Records    | 3                        | 1                        | 28 | 3                        | 74                       | 14                       | —                        | 32                       | - US: Platinum - UK: Silver          |
| Simple Dreams                              | - Дата выхода: September 1977 - Лейбл: Asylum Records | 1                        | 1                        | 1 | 1                        | 38                       | 8                        | 2                        | 15                       | - US: 3× Platinum - CAN: 2× Platinum |
| Living in the USA[C]                       | - Дата выхода: September 1978 - Лейбл: Asylum Records | 1                        | 3                        | 3 | 9                        | 23                       | 19                       | 3                        | 39                       | - US: 2× Platinum - UK: Silver       |
| «—» обозначает релизы, не попавшие в чарты |                                                       |                          |                          | |                          |                          |                          |                          |                          |                                      |

### 1980-е
| Название                                   | Подробности                                           | Наивысшие места в чартах | Наивысшие места в чартах | Наивысшие места в чартах | Наивысшие места в чартах | Наивысшие места в чартах | Наивысшие места в чартах | Наивысшие места в чартах | Наивысшие места в чартах | Наивысшие места в чартах | Наивысшие места в чартах | Сертификации (уровни продаж)                 |
| Название                                   | Подробности                                           | US                       | US Country               | US Jazz                  | US Latin                 | AUS                      | CAN                      | JPN                      | NLD                      | NZ                       | UK                       | Сертификации (уровни продаж)                 |
| ------------------------------------------ | ----------------------------------------------------- | ------------------------ | ------------------------ | ------------------------ | ------------------------ | ------------------------ | ------------------------ | ------------------------ | ------------------------ | ------------------------ | ------------------------ | -------------------------------------------- |
| Mad Love                                   | - Дата выхода: февраль 1980 - Лейбл: Asylum Records   | 3                        | —                        | —                        | —                        | 6                        | 11                       | 12                       | 37                       | 22                       | 65                       | - US: Platinum                               |
| Get Closer                                 | - Дата выхода: September 1982 - Лейбл: Asylum Records | 31                       | 19                       | —                        | —                        | 26                       | 48                       | 28                       | —                        | —                        | —                        | - US: Gold                                   |
| What’s New                                 | - Дата выхода: September 1983 - Лейбл: Asylum Records | 3                        | —                        | 5                        | —                        | 11                       | 18                       | 29                       | —                        | 21                       | 31                       | - US: 3× Platinum - CAN: Platinum            |
| Lush Life                                  | - Дата выхода: ноябрь 1984 - Лейбл: Asylum Records    | 13                       | —                        | 8                        | —                        | 32                       | 35                       | —                        | —                        | 38                       | 100                      | - US: Platinum                               |
| For Sentimental Reasons                    | - Дата выхода: September 1986 - Лейбл: Asylum Records | 46                       | —                        | —                        | —                        | 43                       | 72                       | 34                       | —                        | —                        | —                        | - US: Platinum                               |
| Canciones de Mi Padre                      | - Дата выхода: ноябрь 1987 - Лейбл: Asylum Records    | 42                       | —                        | —                        | 4                        | —                        | 54                       | —                        | —                        | —                        | —                        | - US: 2× Platinum                            |
| Cry Like a Rainstorm, Howl Like the Wind   | - Дата выхода: октябрь 1989 - Лейбл: Elektra Records  | 7                        | —                        | —                        | —                        | 11                       | 6                        | 65                       | 13                       | —                        | 42                       | - US: 3× Platinum - CAN: Platinum - UK: Gold |
| «—» обозначает релизы, не попавшие в чарты |                                                       |                          |                          |                          |                          |                          |                          |                          |                          |                          |                          |                                              |

### 1990-е и 2000-е
| Название                                   | Подробности                                            | Наивысшие места в чартах | Наивысшие места в чартах | Наивысшие места в чартах | Наивысшие места в чартах | Наивысшие места в чартах |
| Название                                   | Подробности                                            | US                       | US Jazz                  | US Latin                 | CAN                      | JPN                      |
| ------------------------------------------ | ------------------------------------------------------ | ------------------------ | ------------------------ | ------------------------ | ------------------------ | ------------------------ |
| Mas Canciones                              | - Дата выхода: ноябрь 1991 - Лейбл: Elektra Records    | 88                       | —                        | 16                       | —                        | —                        |
| Frenesí                                    | - Дата выхода: September 1992 - Лейбл: Elektra Records | 193                      | —                        | 17                       | —                        | 79                       |
| Winter Light                               | - Дата выхода: ноябрь 1993 - Лейбл: Elektra Records    | 92                       | —                        | —                        | 50                       | —                        |
| Feels Like Home                            | - Дата выхода: март 1995 - Лейбл: Elektra Records      | 75                       | —                        | —                        | —                        | —                        |
| Dedicated to the One I Love                | - Дата выхода: июнь 1996 - Лейбл: Elektra Records      | 78                       | —                        | —                        | —                        | —                        |
| We Ran                                     | - Дата выхода: июнь 1998 - Лейбл: Elektra Records      | 160                      | —                        | —                        | —                        | —                        |
| Hummin' to Myself                          | - Дата выхода: ноябрь 2004 - Лейбл: Verve Records      | 166                      | 2                        | —                        | —                        | —                        |
| «—» обозначает релизы, не попавшие в чарты |                                                        |                          |                          |                          |                          |                          |

## Праздничные альбомы
| Название                 | Подробности                                          | Наивысшие места в чартах |
| Название                 | Подробности                                          | US                       |
| ------------------------ | ---------------------------------------------------- | ------------------------ |
| A Merry Little Christmas | - Дата выхода: октябрь 2000 - Лейбл: Elektra Records | 179                      |

## Совместные работы
| Название                                            | Подробности                                            | Наивысшие места в чартах | Наивысшие места в чартах | Наивысшие места в чартах | Наивысшие места в чартах | Наивысшие места в чартах | Наивысшие места в чартах | Сертификации (уровни продаж) |
| Название                                            | Подробности                                            | US                       | US Country               | US Indie                 | CAN                      | CAN Country              | UK                       | Сертификации (уровни продаж) |
| --------------------------------------------------- | ------------------------------------------------------ | ------------------------ | ------------------------ | ------------------------ | ------------------------ | ------------------------ | ------------------------ | ---------------------------- |
| Trio (с Эммилу Харрис и Долли Партон)               | - Дата выхода: март 1987 - Лейбл: Warner Bros. Records | 6                        | 1                        | —                        | 4                        | —                        | 60                       | - US: Platinum               |
| Trio II (с Эммилу Харрис и Долли Партон)            | - Дата выхода: январь 1999 - Лейбл: Asylum Records     | 64                       | 4                        | —                        | —                        | 4                        | —                        | - US: Gold                   |
| Western Wall: The Tucson Sessions (с Эммилу Харрис) | - Дата выхода: август 1999 - Лейбл: Asylum Records     | 73                       | 6                        | —                        | —                        | —                        | —                        |                              |
| Adieu False Heart (с Ann Savoy)                     | - Дата выхода: июль 2006 - Лейбл: Vanguard Records     | 146                      | —                        | 12                       | —                        | —                        | —                        |                              |
| «—» обозначает релизы, не попавшие в чарты          |                                                        |                          |                          |                          |                          |                          |                          |                              |

## Сборники
| Different Drum                                      | - Дата выхода: январь 1974 - Лейбл: Capitol Records  | 92  | —  | —  | —  |                                   |
| Greatest Hits                                       | - Дата выхода: декабрь 1976 - Лейбл: Asylum Records  | 6   | 2  | 55 | 37 | - US: 7× Platinum - CAN: Platinum |
| A Retrospective                                     | - Дата выхода: апрель 1977 - Лейбл: Capitol Records  | 46  | 44 | —  | —  | - US: Gold                        |
| Greatest Hits, Volume 2                             | - Дата выхода: октябрь 1980 - Лейбл: Asylum Records  | 26  | —  | 39 | —  | - US: Platinum                    |
| Round Midnight with Nelson Riddle and His Orchestra | - Дата выхода: октябрь 1986 - Лейбл: Asylum Records  | 124 | —  | —  | —  | - US: Gold                        |
| The Linda Ronstadt Box Set                          | - Дата выхода: ноябрь 1999 - Лейбл: Elektra Records  | —   | —  | —  | —  |                                   |
| The Very Best of Linda Ronstadt                     | - Дата выхода: September 2002 - Лейбл: Rhino Records | 165 | 19 | —  | 46 |                                   |
| Mi Jardin Azul: Las Canciones Favoritas             | - Дата выхода: апрель 2004 - Лейбл: Rhino Records    | —   | —  | —  | —  |                                   |
| The Best of Linda Ronstadt: The Capitol Years       | - Дата выхода: январь 2006 - Лейбл: Capitol Records  | —   | —  | —  | —  |                                   |
| Linda Ronstadt Greatest Hits I & II                 | - Дата выхода: 2007 - Лейбл: Rhino Records           | —   | —  | —  | —  |                                   |
| Duets                                               | - Дата выхода: апрель 2014 - Лейбл: Rhino Records    | 32  | —  | —  | —  |                                   |
| Opus Collection                                     | - Дата выхода: September 2014 - Лейбл: Rhino Records | 65  | —  | —  | —  |                                   |
| «—» обозначает релизы, не попавшие в чарты          |                                                      |     |    |    |    |                                   |

## Синглы

### 1970-е
| Год                                        | Сингл                                             | Навысшие места в чартах | Навысшие места в чартах | Навысшие места в чартах | Навысшие места в чартах | Навысшие места в чартах | Навысшие места в чартах | Навысшие места в чартах | Навысшие места в чартах | Навысшие места в чартах | Альбом                |
| Год                                        | Сингл                                             | US                      | US AC                   | US Country              | CAN                     | CAN AC                  | CAN Country             | UK                      | NED                     | NZ                      | Альбом                |
| ------------------------------------------ | ------------------------------------------------- | ----------------------- | ----------------------- | ----------------------- | ----------------------- | ----------------------- | ----------------------- | ----------------------- | ----------------------- | ----------------------- | --------------------- |
| 1970                                       | «Will You Love Me Tomorrow»                       | 111                     | —                       | —                       | —                       | —                       | —                       | —                       | —                       | —                       | Silk Purse            |
| 1970                                       | «Long, Long Time»                                 | 25                      | 20                      | —                       | 15                      | —                       | —                       | —                       | —                       | —                       | Silk Purse            |
| 1970                                       | «He Darked the Sun»                               | —                       | —                       | —                       | —                       | —                       | —                       | —                       | —                       | —                       | Silk Purse            |
| 1971                                       | «(She’s a) Very Lovely Woman»                     | 70                      | 17                      | —                       | 57                      | —                       | —                       | —                       | —                       | —                       | Hand Sown… Home Grown |
| 1971                                       | «I Fall to Pieces»                                | —                       | —                       | —                       | —                       | —                       | —                       | —                       | —                       | —                       | Linda Ronstadt        |
| 1972                                       | «Rock Me on the Water»                            | 85                      | —                       | —                       | —                       | —                       | —                       | —                       | —                       | —                       | Linda Ronstadt        |
| 1973                                       | «Love Has No Pride»                               | 51                      | 23                      | —                       | 59                      | 6                       | —                       | —                       | —                       | —                       | Don’t Cry Now         |
| 1974                                       | «Silver Threads and Golden Needles»               | 67                      | —                       | 20                      | 90                      | —                       | 20                      | —                       | —                       | —                       | Don’t Cry Now         |
| 1974                                       | «Colorado»                                        | 108                     | —                       | —                       | —                       | —                       | —                       | —                       | —                       | —                       | Don’t Cry Now         |
| 1974                                       | «I Can’t Help It (If I’m Still in Love with You)» | —                       | —                       | 2                       | —                       | —                       | 6                       | —                       | —                       | —                       | Heart Like a Wheel    |
| 1975                                       | «You're No Good»                                  | 1                       | 10                      | —                       | 7                       | 2                       | —                       | —                       | 17                      | 24                      | Heart Like a Wheel    |
| 1975                                       | «When Will I Be Loved»                            | 2                       | 3                       | 1                       | 7                       | 1                       | 1                       | —                       | —                       | —                       | Heart Like a Wheel    |
| 1975                                       | «Heat Wave»                                       | 5                       | 19                      | —                       | 12                      | 12                      | —                       | —                       | —                       | —                       | Prisoner in Disguise  |
| 1975                                       | «Love Is a Rose»                                  | 63                      | —                       | 5                       | 100                     | —                       | 46                      | —                       | —                       | —                       | Prisoner in Disguise  |
| 1975                                       | «The Tracks of My Tears»                          | 25                      | 4                       | 11                      | 22                      | 2                       | 25                      | 42                      | —                       | —                       | Prisoner in Disguise  |
| 1976                                       | «That'll Be the Day»                              | 11                      | 16                      | 27                      | 2                       | 14                      | 17                      | —                       | —                       | —                       | Hasten Down the Wind  |
| 1976                                       | «Someone to Lay Down Beside Me»                   | 42                      | 38                      | —                       | 58                      | 37                      | —                       | —                       | —                       | —                       | Hasten Down the Wind  |
| 1977                                       | «Lose Again»                                      | 76                      | 43                      | —                       | —                       | 42                      | —                       | —                       | —                       | —                       | Hasten Down the Wind  |
| 1977                                       | «Blue Bayou»                                      | 3                       | 3                       | 2                       | 2                       | 2                       | 2                       | 35                      | —                       | 3                       | Simple Dreams         |
| 1977                                       | «It’s So Easy»                                    | 5                       | 37                      | 81                      | 9                       | —                       | —                       | —                       | 13                      | 11                      | Simple Dreams         |
| 1977                                       | «Poor Poor Pitiful Me»                            | 31                      | 27                      | 46                      | 26                      | 9                       | 36                      | —                       | —                       | —                       | Simple Dreams         |
| 1977                                       | «Lo Siento Mi Vida»                               | —                       | —                       | —                       | —                       | —                       | —                       | —                       | —                       | —                       | Hasten Down the Wind  |
| 1978                                       | «I Never Will Marry»                              | —                       | 30                      | 8                       | —                       | 39                      | 16                      | —                       | —                       | —                       | Simple Dreams         |
| 1978                                       | «Back in the U.S.A.»                              | 16                      | 30                      | 41                      | 8                       | —                       | 43                      | —                       | —                       | 24                      | Living in the U.S.A.  |
| 1978                                       | «Ooh Baby Baby»                                   | 7                       | 2                       | 85                      | 6                       | 26                      | —                       | —                       | —                       | —                       | Living in the U.S.A.  |
| 1979                                       | «Just One Look»                                   | 44                      | 5                       | —                       | 46                      | 4                       | —                       | —                       | —                       | —                       | Living in the U.S.A.  |
| 1979                                       | «Alison»                                          | —                       | 30                      | —                       | —                       | —                       | —                       | 66                      | —                       | —                       | Living in the U.S.A.  |
| «—» обозначает релизы, не попавшие в чарты |                                                   |                         |                         |                         |                         |                         |                         |                         |                         |                         |                       |

### 1980-е
| Год                                        | Сингл                                     | Наивысшие места в чартах | Наивысшие места в чартах | Наивысшие места в чартах | Наивысшие места в чартах | Наивысшие места в чартах | Наивысшие места в чартах | Наивысшие места в чартах | Наивысшие места в чартах | Альбом                                   |
| Год                                        | Сингл                                     | US                       | US AC                    | US Country               | CAN                      | CAN AC                   | UK                       | NED                      | NZ                       | Альбом                                   |
| ------------------------------------------ | ----------------------------------------- | ------------------------ | ------------------------ | ------------------------ | ------------------------ | ------------------------ | ------------------------ | ------------------------ | ------------------------ | ---------------------------------------- |
| 1980                                       | «How Do I Make You»                       | 10                       | —                        | —                        | 15                       | —                        | —                        | —                        | 30                       | Mad Love                                 |
| 1980                                       | «Hurt So Bad»                             | 8                        | 25                       | —                        | 17                       | 37                       | —                        | 43                       | —                        | Mad Love                                 |
| 1980                                       | «I Can’t Let Go»                          | 31                       | 48                       | —                        | 28                       | —                        | —                        | —                        | —                        | Mad Love                                 |
| 1982                                       | «Get Closer»[D]                           | 29                       | —                        | —                        | 30                       | —                        | —                        | 43                       | —                        | Get Closer                               |
| 1982                                       | «I Knew You When»                         | 37                       | 29                       | 84                       | —                        | 17                       | —                        | —                        | —                        | Get Closer                               |
| 1983                                       | «Easy for You to Say»                     | 54                       | 7                        | —                        | —                        | 8                        | —                        | —                        | —                        | Get Closer                               |
| 1983                                       | «What’s New»                              | 53                       | 5                        | —                        | —                        | 1                        | —                        | —                        | —                        | What’s New                               |
| 1984                                       | «I've Got a Crush on You»                 | —                        | 7                        | —                        | —                        | 1                        | —                        | —                        | —                        | What’s New                               |
| 1984                                       | «Someone to Watch Over Me»                | —                        | —                        | —                        | —                        | —                        | —                        | —                        | —                        | What’s New                               |
| 1984                                       | «Skylark»                                 | 101                      | 12                       | —                        | —                        | 5                        | —                        | —                        | —                        | Lush Life                                |
| 1985                                       | «When I Fall in Love»                     | —                        | 24                       | —                        | —                        | —                        | —                        | —                        | —                        | Lush Life                                |
| 1986                                       | «When You Wish Upon a Star»               | —                        | 32                       | —                        | —                        | —                        | —                        | —                        | —                        | For Sentimental Reasons                  |
| 1986                                       | «I Love You for Sentimental Reasons»      | —                        | —                        | —                        | —                        | —                        | —                        | —                        | —                        | For Sentimental Reasons                  |
| 1989                                       | «Don't Know Much»[E] (с Аароном Невиллом) | 2                        | 1                        | —                        | 4                        | 1                        | 2                        | 6                        | 4                        | Cry Like a Rainstorm, Howl Like the Wind |
| 1989                                       | «All My Life» (с Аароном Невиллом)        | 11                       | 1                        | —                        | 10                       | 1                        | —                        | 28                       | —                        | Cry Like a Rainstorm, Howl Like the Wind |
| «—» обозначает релизы, не попавшие в чарты |                                           |                          |                          |                          |                          |                          |                          |                          |                          |                                          |

### 1990-е
| Год                                        | Сингл                                                       | Наивысшие места в чартах | Наивысшие места в чартах | Наивысшие места в чартах | Наивысшие места в чартах | Наивысшие места в чартах | Наивысшие места в чартах | Наивысшие места в чартах | Альбом                                          |
| Год                                        | Сингл                                                       | US                       | US AC                    | US Country               | US Latin                 | CAN                      | CAN AC                   | CAN Country              | Альбом                                          |
| ------------------------------------------ | ----------------------------------------------------------- | ------------------------ | ------------------------ | ------------------------ | ------------------------ | ------------------------ | ------------------------ | ------------------------ | ----------------------------------------------- |
| 1990                                       | «When Something Is Wrong with My Baby» (с Аароном Невиллом) | 78                       | 5                        | —                        | —                        | 29                       | 10                       | —                        | Cry Like a Rainstorm, Howl Like the Wind        |
| 1990                                       | «Adios»                                                     | —                        | 9                        | —                        | —                        | 34                       | 9                        | —                        | Cry Like a Rainstorm, Howl Like the Wind        |
| 1991                                       | «Dreams to Dream»                                           | —                        | 13                       | —                        | —                        | 69                       | 18                       | —                        | An American Tail: Fievel Goes West (soundtrack) |
| 1992                                       | «Gritenme Piedras del Campo»                                | —                        | —                        | —                        | 15                       | —                        | —                        | —                        | Mas Canciones                                   |
| 1992                                       | «Frenesi»                                                   | —                        | —                        | —                        | 7                        | —                        | —                        | —                        | Frenesi                                         |
| 1992                                       | «Perfidia»                                                  | —                        | —                        | —                        | 7                        | —                        | —                        | —                        | Frenesi                                         |
| 1993                                       | «Entre Abismos»                                             | —                        | —                        | —                        | 33                       | —                        | —                        | —                        | Frenesi                                         |
| 1993                                       | «Heartbeats Accelerating»                                   | 112                      | 31                       | —                        | —                        | 17                       | 19                       | —                        | Winter Light                                    |
| 1994                                       | «Adónde Voy»                                                | —                        | —                        | —                        | 33                       | —                        | —                        | —                        | Winter Light                                    |
| 1994                                       | «Oh No Not My Baby»                                         | —                        | 35                       | —                        | —                        | 33                       | 29                       | —                        | Winter Light                                    |
| 1994                                       | «A River for Him»                                           | —                        | —                        | —                        | —                        | —                        | —                        | —                        | Winter Light                                    |
| 1995                                       | «Blue Train»                                                | —                        | 31                       | —                        | —                        | 42                       | 7                        | —                        | Feels Like Home                                 |
| 1995                                       | «Walk On»                                                   | —                        | —                        | 61                       | —                        | —                        | —                        | 62                       | Feels Like Home                                 |
| 1995                                       | «Feels Like Home» (с Эммилу Харрис)                         | —                        | —                        | —                        | —                        | —                        | 43                       | —                        | Feels Like Home                                 |
| 1995                                       | «The Waiting»                                               | —                        | —                        | —                        | —                        | —                        | —                        | —                        | Feels Like Home                                 |
| 1995                                       | «A Dream Is a Wish Your Heart Makes»                        | 101                      | —                        | —                        | —                        | —                        | —                        | —                        | The Music of Cinderella                         |
| 1996                                       | «Dedicated to the One I Love»                               | —                        | —                        | —                        | —                        | —                        | 45                       | —                        | Dedicated to the One I Love                     |
| 1998                                       | «We Ran»                                                    | —                        | —                        | —                        | —                        | —                        | —                        | —                        | We Ran                                          |
| «—» обозначает релизы, не попавшие в чарты |                                                             |                          |                          |                          |                          |                          |                          |                          |                                                 |

## Прочие синглы

### Совместные записи
| Год                                        | Сингл                        | Исполнители                 | Наивысшие места в чартах | Наивысшие места в чартах | Наивысшие места в чартах | Наивысшие места в чартах | Наивысшие места в чартах | Наивысшие места в чартах | Наивысшие места в чартах | Наивысшие места в чартах | Альбом                            |
| Год                                        | Сингл                        | Исполнители                 | US                       | US AC                    | US Country               | CAN                      | CAN AC                   | CAN Country              | UK                       | NED                      | Альбом                            |
| ------------------------------------------ | ---------------------------- | --------------------------- | ------------------------ | ------------------------ | ------------------------ | ------------------------ | ------------------------ | ------------------------ | ------------------------ | ------------------------ | --------------------------------- |
| 1986                                       | «Somewhere Out There»        | Джеймс Ингрэм               | 2                        | 4                        | —                        | 2                        | 2                        | —                        | 8                        | 51                       | An American Tail (soundtrack)     |
| 1987                                       | «To Know Him Is to Love Him» | Emmylou Harris Dolly Parton | —                        | —                        | 1                        | —                        | —                        | 1                        | —                        | 62                       | Trio                              |
| 1987                                       | «Telling Me Lies»            | Emmylou Harris Dolly Parton | —                        | 35                       | 3                        | —                        | —                        | 6                        | —                        | —                        | Trio                              |
| 1987                                       | «Those Memories of You»      | Emmylou Harris Dolly Parton | —                        | —                        | 5                        | —                        | —                        | 1                        | —                        | —                        | Trio                              |
| 1988                                       | «Wildflowers»                | Emmylou Harris Dolly Parton | —                        | —                        | 6                        | —                        | —                        | 8                        | —                        | —                        | Trio                              |
| 1999                                       | «High Sierra»                | Emmylou Harris Dolly Parton | —                        | —                        | —                        | —                        | —                        | 90                       | —                        | —                        | Trio II                           |
| 1999                                       | «After the Gold Rush»        | Emmylou Harris Dolly Parton | —                        | —                        | —                        | —                        | —                        | —                        | —                        | —                        | Trio II                           |
| 1999                                       | «For a Dancer»               | Emmylou Harris              | —                        | —                        | —                        | —                        | —                        | —                        | —                        | —                        | Western Wall: The Tucson Sessions |
| 2006                                       | «Walk Away Renée»            | Ann Savoy                   | —                        | —                        | —                        | —                        | —                        | —                        | —                        | —                        | Adieu False Heart                 |
| «—» обозначает релизы, не попавшие в чарты |                              |                             |                          |                          |                          |                          |                          |                          |                          |                          |                                   |

### Гостевые синглы
| Год  | Сингл             | Исполнитель  | Наивысшие места | Альбом          |
| Год  | Сингл             | Исполнитель  | CAN             | Альбом          |
| ---- | ----------------- | ------------ | --------------- | --------------- |
| 1992 | «Close Your Eyes» | Аарон Невилл | 90              | Warm Your Heart |

## Чарты би-сайдов
| Год                                        | Сингл                                   | Наивысшие места в чартах | Наивысшие места в чартах | Наивысшие места в чартах | Наивысшие места в чартах | Наивысшие места в чартах | Наивысшие места в чартах | A-Side                          |
| Год                                        | Сингл                                   | US                       | US AC                    | US Country               | CAN                      | CAN AC                   | CAN Country              | A-Side                          |
| ------------------------------------------ | --------------------------------------- | ------------------------ | ------------------------ | ------------------------ | ------------------------ | ------------------------ | ------------------------ | ------------------------------- |
| 1970                                       | «The Long Way Around»                   | flip                     | flip                     | —                        | —                        | —                        | —                        | «(She’s a) Very Lovely Woman»   |
| 1975                                       | «It Doesn't Matter Anymore»             | 47                       | 20                       | 54                       | 83                       | 23                       | —                        | «When Will I Be Loved»          |
| 1975                                       | «The Sweetest Gift» (с Эммилу Харрисом) | —                        | —                        | 12                       | —                        | —                        | —                        | «Tracks of My Tears»            |
| 1976                                       | «Crazy»                                 | —                        | —                        | 6                        | —                        | —                        | 2                        | «Someone to Lay Down Beside Me» |
| 1978                                       | «Tumbling Dice»                         | 32                       | flip                     | —                        | 35                       | 22                       | —                        | «I Never Will Marry»            |
| 1980                                       | «Rambler Gambler»                       | —                        | —                        | 42                       | —                        | —                        | 49                       | «How Do I Make You»             |
| 1982                                       | «Sometimes You Just Can’t Win»          | —                        | —                        | 27                       | —                        | —                        | —                        | «Get Closer»                    |
| «—» обозначает релизы, не попавшие в чарты |                                         |                          |                          |                          |                          |                          |                          |                                 |

## Видеоклипы
| Год  | Видео                                                         | Режиссёр        |
| ---- | ------------------------------------------------------------- | --------------- |
| 1983 | «What’s New»                                                  |                 |
| 1983 | «Ghost»                                                       |                 |
| 1984 | «I’ve Got a Crush on You»                                     |                 |
| 1985 | «Skylark»                                                     |                 |
| 1986 | «When You Wish Upon a Star»                                   | Michael Smuin   |
| 1987 | «To Know Him Is to Love Him» (с Эммилу Харрис и Долли Партон) | White Copeman   |
| 1987 | «Those Memories of You» (с Эммилу Харрис и Долли Партон)      | White Copeman   |
| 1987 | «Somewhere Out There» (с Джеймс Ингрэмом)                     | Jeffrey Abelson |
| 1989 | «Don’t Know Much» (с Аароном Невиллом)                        |                 |
| 1990 | «When Something Is Wrong with My Baby» (с Аароном Невиллом)   | Tom Ackerman    |
| 1993 | «Heartbeats Accelerating»                                     |                 |
| 1999 | «After the Gold Rush» (с Эммилу Харрис и Долли Партон)        | Jim Shea        |

## Комментарии
- A^ Линда Ронстадт впервые вошла в японские чарты при выходе переиздания в 1977 году.
- B^ Эти альбомы впервые вошли в японские чарты, когда Warner Music Japan переиздала ремастеринг CD в 2010 году.
- C^ «Living in the U.S.A.» также достиг 19 места в канадском чарте альбомов кантри по версии журнала RPM.
- D^ «Get Closer» также занял 34-е место в чарте Hot Mainstream Rock Tracks.
- E^ «Don’t Know Much» также достигла 3-го места в Austrian Singles Chart[42] и 2-го места в Australian Singles Chart.[43]